# Tsimliansk
Tsimliansk (Цимля́нск en ruso) es una localidad rusa del óblast de Rostov situado a la derecha del río Don, en la costa del lago Tsimliansk, a 236 km al nordeste de Rostov del Don.

## Historia

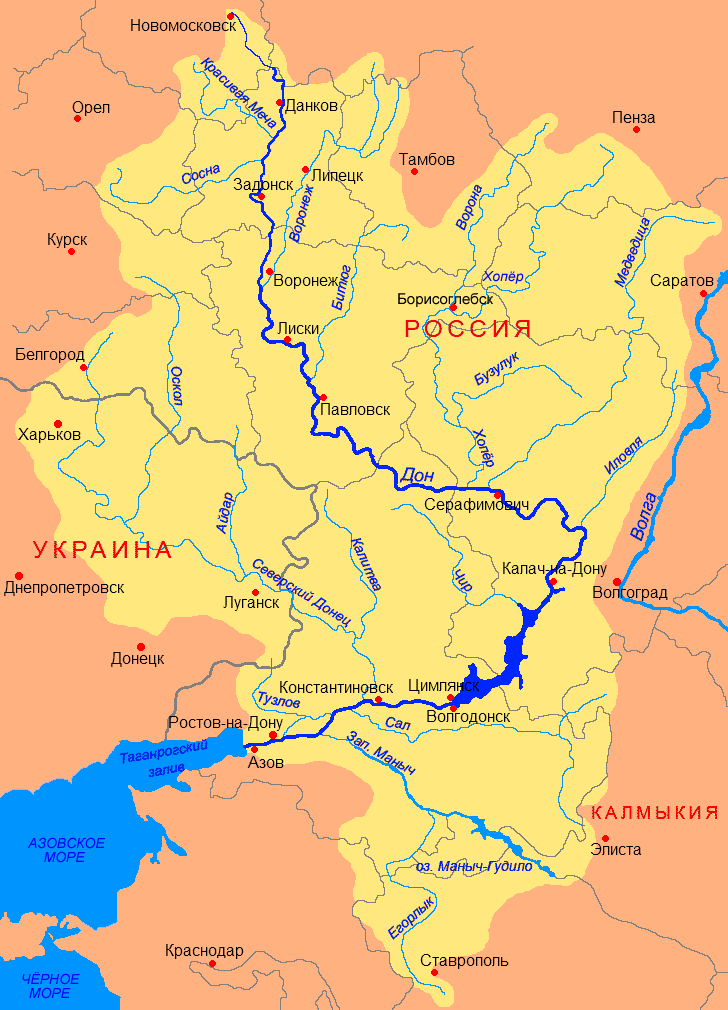
Mapa en ruso del río Don en el que aparece Tsimliansk (Цимля́нск) sobre la orilla derecha en su curso bajo, luego del embalse homónimo

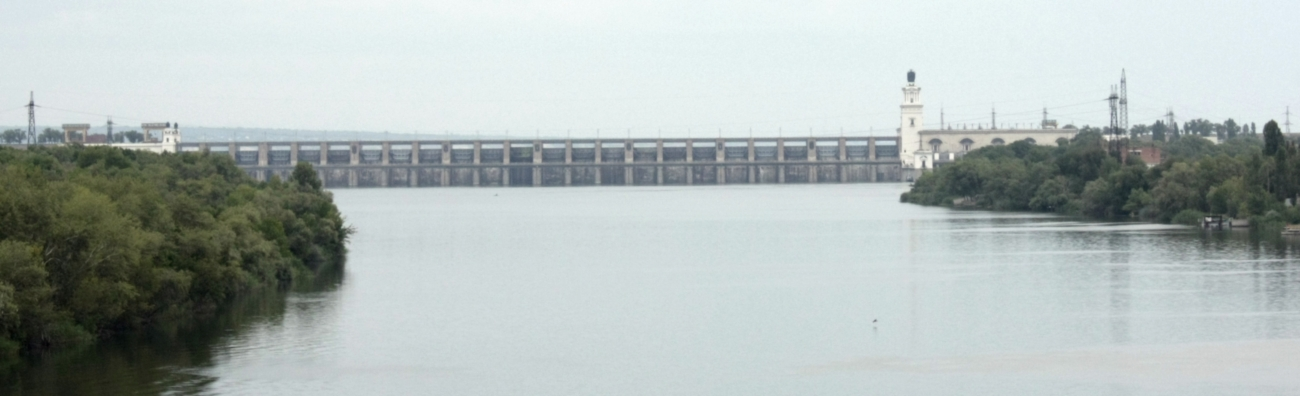
Embalse de Tsimliansk

La localidad fue fundada en 1672 con el nombre de Ust-Tsimla por los cosacos del Don. Hasta 1950 fue conocida como la stanitsa de Tsimlianskaya. Entre 1950 a 1952, la stanitsa fue cambiada de ubicación por la construcción de la planta hidroeléctrica del lago Tsimliansk. En 1961 alcanzó el estatus de ciudad.

## Demografía
| 1959  | 1970   | 1979   | 1989   | 1996   | 2002   | 2008   |
| ----- | ------ | ------ | ------ | ------ | ------ | ------ |
| 9 900 | 13 000 | 15 400 | 15 343 | 16 300 | 15 444 | 14 837 |